# Ur So Gay
"Ur So Gay" é uma canção da cantora estadunidense de música pop, Katy Perry, lançado em 20 de novembro de 2007 pela Capitol Records. A canção tornou-se a primeira canção bem-sucedida da cantora e passou a ser faixa de seu primeiro álbum de estúdio, One of the Boys. Encontrada no formato download digital, "Ur So Gay" é considerado um extended play (EP) por ter sido lançado sete meses antes e separadamente do álbum de estúdio onde encontra-se. O single recebeu uma certificação Disco de Platina no Brasil, devido a mais de 100 mil downloads pagos, segundo a ABPD.

## Background e composição
Em entrevista à Associated Press, Perry disse que "Ur So Gay" foi um dos melhores modos que ela encontrou para se vingar de seu ex-namorado. A canção critica-o por seu estilo emo através de ironias e sarcasmo, englobando atitudes, gostos peculiares, modo de se vestir e vícios, como o vegetarianismo e gostos por Mozart e carros elétricos, completando "[...] você é tão gay e nem mesmo gosta de garotos".
"Ur So Gay" foi escrita por algumas razões diferentes, mas principalmente porque eu fui dispensada [...] foi uma saída legal, um jeito de dizer 'ok, você quer brincar?' Também lança farpas em toda a cena indie: nos caras que usam maquiagem nos olhos e fazem chapinha, e nos meus ex-namorados que pediam emprestados os meus jeans e nunca devolveram! 

## Vídeo Musical
O videoclipe estreou em 3 de abril de 2008 no YouTube tem pouco mais de 3:30. Ele mostra Perry sentada em um jardim no fundo a nuvens sorrindo o vídeo mostra dois bonecos tendo encontros e relações.

## Lista de faixas
- 7" Pink vinyl"[3]

1. "Ur So Gay" – 3:39
2. "Use Your Love" – 3:01

- CD single[4]

1. "Ur So Gay" – 3:39
2. "Ur So Gay" (Remix) – 5:53
3. "Use Your Love" – 3:00
4. "Lost" – 4:20
5. "Ur So Gay" (Instrumental) – 3:38
6. "Ur So Gay" (Junior Sanchez Club Instrumental) – 5:55
7. "Ur So Gay" (Acapella) – 3:15

- Digital download[5]

1. "Ur So Gay" – 3:39
2. "Ur So Gay" (Junior Sanchez Club Remix) – 5:54
3. "Use Your Love" – 3:03
4. "Lost" – 4:20

## Desempenho nas paradas
| Posições (2008)                                      | Melhor posição |
| ---------------------------------------------------- | -------------- |
| Estados Unidos - Hot Dance Singles Sales (Billboard) | 1              |
| Estados Unidos - U.S. Billboard Hot Singles Sales    | 2              |